# Hypolepis tenuifolia
Hypolepis tenuifolia là một loài thực vật có mạch trong họ Dennstaedtiaceae. Loài này được (G. Forst.) Bernh. miêu tả khoa học đầu tiên năm 1805.